# Haydée Milanés

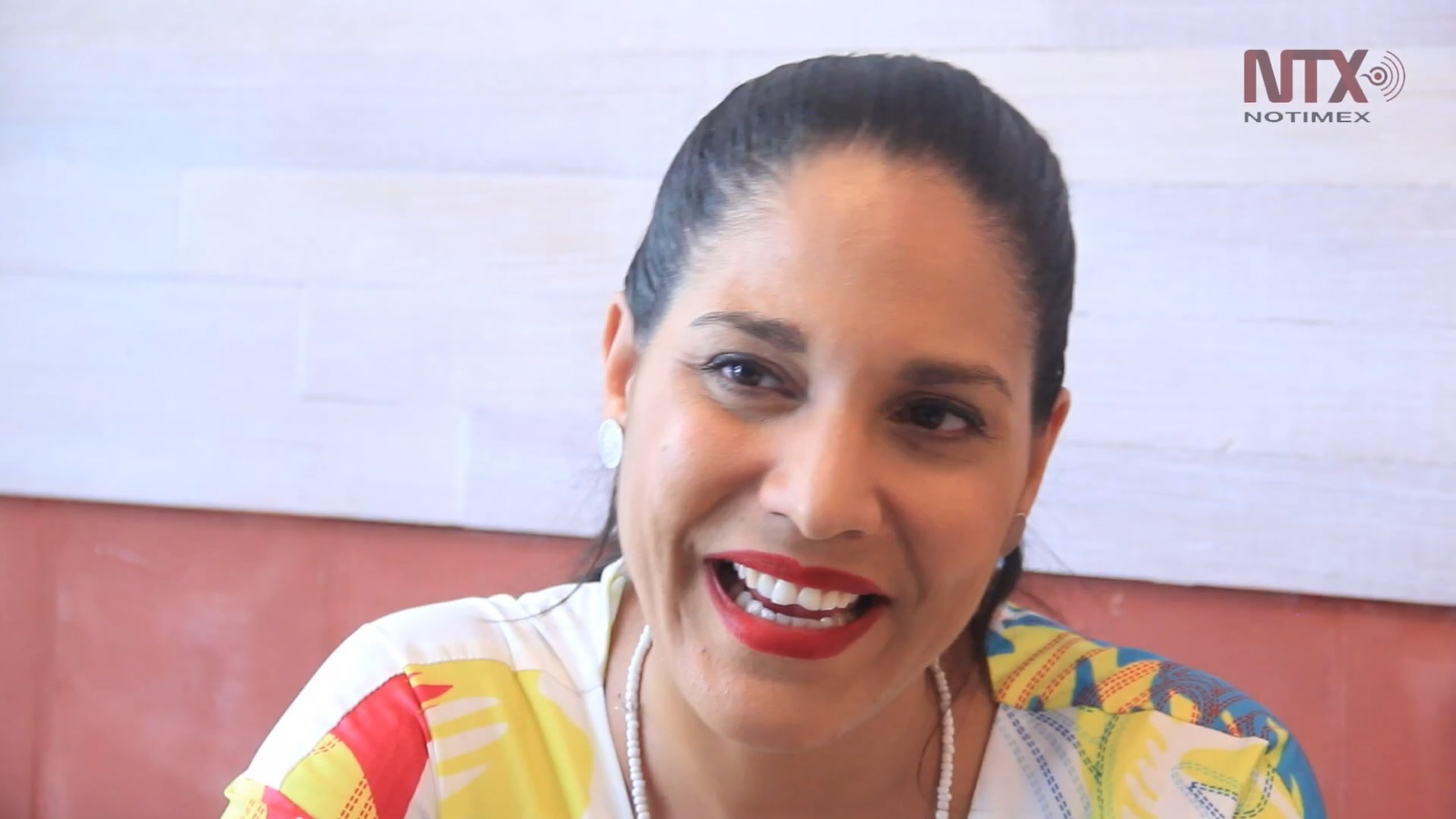
Haydée Milabés (2019)

Haydée Milanés Álvarez (* 28. September 1980 in Havanna) ist eine kubanische Sängerin, Komponistin, Arrangeurin und Produzentin. Sie ist Tochter von Pablo Milanés.

## Leben und Wirken
Haydée Milanés wurde 1980 als Tochter des bekannten Trovadors Pablo Milanés und von Zoe Álvarez geboren.
Mt sechs Jahren begann sie am Konservatorium „Manuel Saumell“ Klavier zu lernen. Später erlernte sie das Dirigieren. Am Konservatorium „Amadeo Roldán“ graduierte sie in Musiktheorie. Danach ging sie bei Pedro Jústiz, besser bekannt als Peruchín, in die Lehre. 1990 tauchte sie das erste Mal auf einem Musikalbum auf. Es war Canto de la Abuela (Gesang der Großmutter) ihres Vater Pablo.
1999 wurde sie Mitglied des Quartetts von Ernán López Nussa. Im Jahre 2004 veröffentlichte sie ihr erstes Album, Haydée, wovon einige Lieder von Decemer Bueno geschrieben und arrangiert wurden.
Zum Anfang ihrer musikalischen Karriere wollte sie nicht mit ihrem Vater in Verbindung gebracht werden und nicht seine Lieder singen. Sie wollte einfach Haydée sein. Erst später akzeptierte sie, auch eine Milanés zu sein.
Im Jahr 2022 emigrierte sie in die USA und ließ sich in Miami nieder. Der Abschied fiel ihr schwer. Sie musste ihre Mutter zurücklassen, konnte nicht mehr in Kuba auftreten, und vor allem ging ihr die prekäre Situation des kubanischen Volkes zu Herzen.

## Diskografie
- Haydée (2004)
- En Vivo (2008)
- A La Felicidad (2009)
- Palabras (2014)
- Haydée Milanés A Dúo Con Pablo Milanés – Amor (2018)
- Haydée Milanés, Pablo Milanés – Amor (2019)
- Miriam Ramos, Haydée Milanés – Ella y yo (2020)